# 恐山ル・ヴォワール
「恐山ル・ヴォワール」（おそれざんル・ヴォワール）とは、
1. 漫画雑誌『週刊少年ジャンプ』（集英社）で連載されていた武井宏之の『シャーマンキング』（1998年31号 - 2004年40号）で描かれたエピソードのサブタイトル、および劇中詩。
2. 音声合成ソフト・初音ミク歌唱のVOCALOID楽曲。2010年3月13日、日本のボカロP・かぴたろうによって発表されたのち、原作となる上記作品の登場人物・恐山アンナの担当声優・林原めぐみによるカバー曲も発表された。

本項では両内容を記述する。

## 原作
漫画『シャーマンキング』内のエピソードのサブタイトル、および劇中詩として登場したものである。単行本では19巻・20巻、完全版では15巻・16巻に収録されている。
「恐山」は青森県下北半島に存在する外輪山であり、霊場として名高い。「ヴォワール」（仏：voir）は「会う」を意味し、隠語として「花嫁のヴェール」（仏：le voile）という意味もある。また、詩の最後にある「オ・ルヴォワール」（仏：au revoir）は「さよなら」を意味する。
当エピソードは主人公・麻倉葉が持霊・マタムネと共に島根県の出雲から青森県の恐山へ向かい、許嫁となるヒロイン・恐山アンナと出会う前後を描いた過去編である。
劇中詩としては、マタムネが詠む詩として登場。各話の締めに断片的に詠まれており、エピソード全体を締めくくる場面においては、マタムネが葉に遺した手紙の中で詩全体が書かれていた。

## ドラマCD
当エピソードはテレビアニメ2001年版（2001年7月4日 - 2002年9月25日放送）では製作されなかったものの、アニメ放送終了後にドラマCDが発売された。
- シャーマンキング ドラマ&キャラクターソング集 「恐山ル・ヴォワール〜prologue to shaman〜」（2002年10月23日、KICA-581）
- シャーマンキング ドラマ&キャラクターソング集 「恐山ル・ヴォワール〜au revoir〜」（2002年11月22日、KICA-587）

キャスト
- 麻倉葉：佐藤ゆうこ
- 恐山アンナ：林原めぐみ
- マタムネ：田中秀幸
- 麻倉葉明：青野武
- 麻倉木乃：京田尚子
- 麻倉幹久：堀内賢雄
- 玉村たまお：水樹奈々
- ポンチ：堀内賢雄
- コンチ：柏倉つとむ
- 中鬼、大鬼：江川央生
- 麻倉葉王：高山みなみ

主題歌
- Over Soul
作詞：MEGUMI、作曲・編曲：たかはしごう、歌：林原めぐみ

## 楽曲

### オリジナル
楽曲「恐山ル・ヴォワール」は、同作品のファンであったかぴたろうが上記の原作に登場した劇中詩に曲を付け、VOCALOID・初音ミクをボーカルに用いて作成し、2010年3月13日に動画サイトニコニコ動画にて発表された。動画タイトルは「【初音ミク】恐山ル・ヴォワール【オリジナル】」。曲の発表後、かぴたろうが原作者である武井宏之のスタジオスタッフによるTwitterアカウントにこれを報告したところ、武井が絶賛していることが伝えられ、作者公認の楽曲となった。武井が「もし何かの機会に恐山ル・ヴォワールが映像化されたときには、ぜひエンディングに」ともコメントしたことも伝えられた。

### 林原めぐみによるカバー
上記楽曲発表の翌年の2011年9月26日、『シャーマンキング』が、集英社発行の月刊漫画雑誌『ジャンプ改』vol.5（2011年11月10日発売）にて読み切りで復活する情報が発表される。
10月21日、ニコニコ動画に「【恐山アンナ】恐山ル・ヴォワールを歌ってみた【マンキン復活】」という動画タイトルで本曲のカバー作品が投稿される。 投稿者名が原作ヒロイン・恐山アンナの名であり、あまりにも歌声が担当声優・林原めぐみに、動画に使用されたイラストが原作者・武井宏之にそっくりであったことから、本人が歌ったものではないかなどと話題になり、投稿から10日で70万回以上の再生数を記録した。林原と武井は当初この動画に対して何も明らかにしなかったが、武井はTwitterにて「いやあ、イタコってすごいですね」と意味深なつぶやきを行っていた。
11月8日、『ジャンプ改』公式サイト内のページにて歌い手が林原めぐみ本人であり、武井宏之直々の依頼であったことが発表された。原作の復活に際し、武井の「何かファンに恩返しが出来ないか」との思いから、林原に依頼し賛同を得、作曲者に確認をした上で誕生したという。また、キングレコード・スターチャイルド内の林原めぐみ公式サイト「MEGUMI HOUSE」でも、林原本人のコメントで事に至る経緯や心境などが明かされた。林原は動画に対し林原本人かどうかの議論があったことにも触れ、「本人じゃないと書き込んだ人。どうか恥じることのなきように。本人だと書き込んだ人。どうか責める事をせぬように。どちらも【愛】なのだからね」とコメントした。こうした発表によって話題が再燃し、動画再生数も投稿から19日目の2011年11月9日に96万回に達し、2020年9月26日現在、総再生回数は347万回に達している。

### リリース
当カバー楽曲はCDやダウンロード形式による一般流通販売は長らく行われておらず、2011年12月10日に発売された『ジャンプ改』vol.6上にて、抽選により500名限定でCDがプレゼントされる企画が行われているのみであったが、2020年8月8日開催の『シャーマンキング展』青森会場にてシングルCDが発売。その後も各会場にて販売された。
その他の収録としては、2017年12月13日に林原が同年6月に開催したライブ『林原めぐみ 1st LIVE -あなたに会いに来て-』のライブBlu-ray & DVDが発売されるのを記念し、ライブで歌唱した楽曲のオリジナル音源をまとめた配信限定アルバムがリリースされており、その中に初の配信音源として本曲が収録されている。また、2018年3月30日発売の林原のオリジナルアルバム『Fifty〜Fifty』にも収録されている。

## テレビアニメ
2021年4月から放送が始まった『SHAMAN KING』にて、11月4日の第30廻から4週に渡り「恐山ル・ヴォワール編」が放送された。主人公・麻倉葉役を日笠陽子が担当する以外はテレビアニメ2001年版のキャストをほぼ踏襲し、マタムネ役は田中秀幸がドラマCD版から続投した。また、11月21日には「TV アニメ『SHAMAN KING』〜恐山ル・ヴォワール編〜先行上映会」が開催された。
人気の高いエピソードが初めて映像化されたことや、同エピソード最後の挿入歌に林原めぐみが歌う「恐山ル・ヴォワール」が流れたことは放送の際に大きな反響を呼んだ。